# Província del Nord (Ruanda)
La província del Nord (kinyarwanda Intara y'Amajyaruguru; francès Province du Nord) és una de les cinc províncies de Ruanda. Va ser creada a principis de gener de 2006 com a part d'un programa de descentralització del govern que reorganitzava les estructures del govern local del país. La seva població era de 1.726.370 habitants en 2012.(2012)
La Província del Nord comprèn la major part de les antigues províncies de Ruhengeri i Byumba, junt amb porcions septentrionals de la província de Kigali Rural. Es divideix en els districtes de Burera, Gakenke, Gicumbi, Musanze i Rulindo.
La capital de la província del nord és Byumba.
Les llengües oficials de la província són l'anglès, el francès i el kinyarwanda.
El governador, nomenat per decret presidencial, és actualment Hon. Gatabazi Jean Marie Vianney.
Els governants anteriors de la província del nord van ser Claude Musabyimana, Bosenibamwe Aimée, Boniface Rucagu, antic governador de la província de Ruhengeri.